# Ких, Александр Александрович
Алекса́ндр Алекса́ндрович Ких (1869—1931) — русский инженер путей сообщения и общественный деятель, член IV Государственной думы от Киевской губернии.

## Биография
Родился 12 (24) ноября 1869 года в семье киевского купца 2-й гильдии Александра Яковлевича Киха, личного дворянина евангелическо-лютеранского вероисповедания. А. А. Ких в анкете 1915 указал себя русским православной веры.
В 1886 году окончил Киевскую 1-ю гимназию и поступил на физико-математический факультет Киевского университета, откуда перешёл в Институт инженеров путей сообщения, который и окончил в 1893 году.
По окончании института поступил на службу и был назначен на строительство Западно-Сибирской железной дороги. В 1896 году перешёл в управление Юго-Западной железной дороги, где с перерывами прослужил до 1909 года. В 1901—1904 годах был штатным преподавателем Киевского политехнического института по строительному искусству. Дослужился до чина статского советника.
Был землевладельцем города Киева и Киевского уезда (2770 десятин, в том числе при селе Заваловке). С 1906 года избирался гласным Киевской городской думы, а с 1909 года — и членом городской управы. Председательствовал в различных комиссиях, по избранию городской думы входил в комитеты по сооружению в Киеве памятников Александру II и Столыпину, а также в правление Киевского политехнического института. Кроме того, состоял почетным мировым судьей Киевского округа. В 1911 году, с введением в Западном крае земских учреждений, был избран на трехлетие гласным Киевского уездного земского собрания и членом Киевской губернской земской управы, заступающим место председателя. В 1913 году был членом комитета Всероссийской выставки в Киеве.
На выборах в IV Государственную думу состоял выборщиком по Киевскому уезду от съезда землевладельцев. 12 октября 1913 года на дополнительных выборах от съезда землевладельцев был избран на место Ф. Н. Безака. Входил во фракцию русских националистов и умеренно-правых (ФНУП), после её раскола в августе 1915 года — в группу прогрессивных националистов и Прогрессивный блок. Состоял товарищем председателя комиссии о торговле и промышленности (со 2 декабря 1916), а также членом комиссий: о путях сообщения, по городским делам, о народном здравии и по местному самоуправлению.
С началом Первой мировой войны вошёл в Киевский губернский комитет Всероссийского земского союза по оказанию помощи раненным и больным воинам, состоял уполномоченным этого комитета по заведованию госпиталем ВЗС №5 в Киеве. В 1917 году был избран гласным Киевской городской думы по списку Внепартийного блока русских избирателей. В том же году вошёл в последний состав Совета Киевского клуба прогрессивных русских националистов.
С 1920 года в эмиграции в Чехословакии. Был преподавателем Русского высшего училища техников путей сообщения в Праге.
Умер 26 октября 1931 года в Праге. Похоронен на Ольшанском кладбище.

## Семья
Был женат на Анне Николаевне Ких. Они имели семерых детей, в их числе:
- Николай, выпускник Киевской 1-й гимназии (1909)[2].
- Александр (1897—1916), воспитанник Киевской 1-й гимназии[3]. С началом Первой мировой войны окончил Киевское 2-е военное училище (1915), прапорщик 9-го Кубанского пластунского батальона, убит 22 июня 1916 года[4]. Был похоронен на Аскольдовой могиле[5].
- Виктор (1900—1920), воспитанник Киевской 1-й гимназии[6], участник Белого движения, телеграфист 4-й артбригады 2-й дивизии Белой армии. Расстрелян большевиками в Ялте в декабре 1920[7].
- Пётр (1900—1920), выпускник Киевской 1-й гимназии (1918), участник Белого движения, солдат. Расстрелян большевиками в Ялте в декабре 1920[7].